# Кадіс (Індіана)
Кадіс (англ. Cadiz) — місто (англ. town) в США, в окрузі Генрі штату Індіана. Населення — 163 особи (2020).

## Географія
Кадіс розташований за координатами 39°57′3″ пн. ш. 85°29′14″ зх. д. / 39.95083° пн. ш. 85.48722° зх. д. (39.950784, -85.487117).  За даними Бюро перепису населення США в 2010 році місто мало площу 0,41 км², уся площа — суходіл. В 2017 році площа становила 0,37 км², уся площа — суходіл.

## Демографія
Згідно з переписом 2010 року, у місті мешкало 150 осіб у 51 домогосподарстві у складі 37 родин. Густота населення становила 363 особи/км².  Було 56 помешкань (136/км²).
Расовий склад населення:
| - 100,0 % — білих |

До двох чи більше рас належало 0,0 %. Частка іспаномовних становила 2,7 % від усіх жителів.
За віковим діапазоном населення розподілялося таким чином: 32,0 % — особи молодші 18 років, 61,3 % — особи у віці 18—64 років, 6,7 % — особи у віці 65 років та старші. Медіана віку мешканця становила 35,2 року. На 100 осіб жіночої статі у місті припадало 94,8 чоловіків;  на 100 жінок у віці від 18 років та старших — 121,7 чоловіків також старших 18 років.
Середній дохід на одне домашнє господарство  становив 47 155 доларів США (медіана — 34 583), а середній дохід на одну сім'ю — 50 497 доларів (медіана — 45 417). За межею бідності перебувало 51,1 % осіб, у тому числі 65,8 % дітей у віці до 18 років та 21,4 % осіб у віці 65 років та старших.
Цивільне працевлаштоване населення становило 68 осіб. Основні галузі зайнятості: освіта, охорона здоров'я та соціальна допомога — 30,9 %, виробництво — 16,2 %, мистецтво, розваги та відпочинок — 16,2 %.